# Sofia Pozdniakova
Sofia Stanislavovna Pozdniakova (en russe : София Станиславовна Позднякова), née le 17 juin 1997 à Novossibirsk en Russie, est une escrimeuse russe, spécialiste du sabre. Elle attire l’attention du grand public en remportant en 2021 les Jeux Olympiques de Tokyo en individuel et par équipe, trois ans après être devenue championne du monde aux championnats du monde d'escrime 2018 à Wuxi.

## Biographie

### Enfance et entrée dans l’équipe de Russie
Sofia Pozdniakova naît le 17 juin 1997 à Novossibirsk (Russie). Son père, Stanislav Pozdniakov, est un sabreur de haut niveau, quadruple champion olympique, élu en 2016 président de la confédération européenne d'escrime, et, en 2018, président du comité olympique russe. Sofia commence l’escrime à l’âge de 10 ans, après avoir pratiqué la natation et la gymnastique. Son entraînement débute au club de sa ville natale, le Centre d’entraînement à l’escrime de Novosibirk, où elle est contrainte pour le choix de son arme, le club ne proposant pas d’entraînement à d’autres disciplines que le sabre.
Peu de temps après son entrée en catégorie Junior (moins de 20 ans), elle est repérée pour rejoindre l’équipe nationale de Russie, elle rejoint donc en 2016 le CSKA Moscou, et commence les compétitions officielles pour la Russie. Une première victoire marquante avec l’équipe de Russie Junior en 2017 aux championnats du monde d’escrime va lui permettre de se lancer en compétition en catégorie supérieure l’année suivante.

### Débuts internationaux
Dès son arrivée dans le classement Senior de la fédération internationale d'escrime, Sofia Pozdniakova parvient à se classer 8e, remportant notamment les championnats du monde d'escrime 2018 à Wuxi, en Chine, en remportant la victoire face à des pointures du sabre telles que la championne du monde Dagmara Wozniak, ou sa compatriote Sofia Velikaïa, septuple championne du monde, et triple médaillée olympique.
Cette victoire, première médaille personnelle de sa carrière, ainsi que sa victoire pour l’équipe russe trois jours plus tard lors de la compétition par équipe, va marquer un tremplin pour sa carrière sportive. Elle lui permettra notamment de se qualifier pour les Jeux Olympiques de Tokyo de 2021, où elle brillera en devenant championne olympique après une nouvelle victoire face à sa compatriote Sofia Velikaïa en finale. La même année, elle devient pour la première fois championne de Russie, en remportant les épreuves individuelles dans sa ville natale, Novossibirsk.

## Vie personnelle
En parallèle de son parcours sportif, l’athlète étudie à l’Université d’État de Smolensk, au sein de la faculté de culture physique, de sport et de tourisme. Elle envisage de devenir journaliste sportif après sa carrière.
En septembre 2020, elle a épousé l’escrimeur Konstantin Lokhanov, originaire de Saratov, et ayant également pris part aux Jeux Olympiques de 2021.

## Palmarès
- Jeux olympiques
  -  Médaille d’or en individuel aux Jeux olympiques d'été de 2020 de Tokyo
  -  Médaille d'or par équipes lors des Jeux olympiques 2020 de Tokyo

### Championnats du monde d'escrime
- Médaille d'or individuelle aux championnats du monde d'escrime 2018 à Wuxi
- Médaille d'or par équipes en 2019 à Budapest
- Médaille d'argent par équipes en 2018 à Wuxi

### Championnats d'Europe
- Médaille d'or par équipes en 2018 à Novi Sad
- Médaille d'or par équipes en 2019 à Düsseldorf
- Médaille d'argent par équipes en 2017 à Tiflis

## Classement en fin de saison
| Année | 2016 | 2017 | 2018 | 2019 | 2020 | 2021 |
| ----- | ---- | ---- | ---- | ---- | ---- | ---- |
| Sabre | 181  | 26   | 8    | 10   | 16   | 4    |